# جفری واکر
جفری واکر (انگلیسی: Jeffrey Walker؛ زادهٔ ۱۰ ژوئیهٔ ۱۹۸۲) بازیگر اهل استرالیا است. وی از سال ۱۹۸۸ میلادی تاکنون مشغول فعالیت بوده‌است.
از فیلم‌ها یا برنامه‌های تلویزیونی که وی در آن نقش داشته است می‌توان به برهان، فرگوس مک‌فیل و دختر اقیانوس اشاره کرد.